# Henry M. Bates

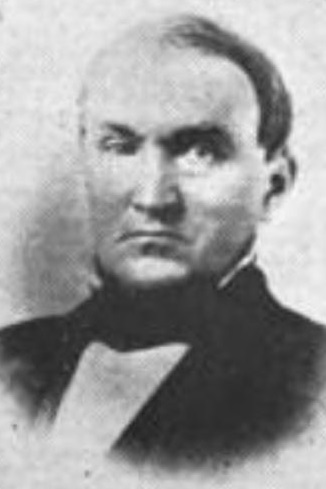
Henry M. Bates

Henry M. Bates (* 2. Juli 1808 in Hartland, Vermont; † 30. August 1865 in Northfield, Vermont) war ein US-amerikanischer Politiker, der von 1854 bis 1860 State Treasurer von Vermont war.

## Leben
Henry Miner Bates wurde in Hartland (Vermont) geboren. Seine Eltern waren Jacob Bates (1764–1815) und Charity Paddock (1772–1815). Sein Großvater mütterlicherseits, Thomas Paddock (1723–1786), war Kriegsteilnehmer im Amerikanischen Unabhängigkeitskrieg gewesen; einige Generationen später berief sich ein Nachkomme von Henry M. Bates auf die Abstammung von Paddock, um in die patriotische Männervereinigung „Sons of the American Revolution“ aufgenommen werden zu können, die ähnlich strenge Aufnahmekriterien hat wie ihr weibliches Pendant, die Daughters of the American Revolution.
Zunächst war Bates Kassierer der Northfield Bank in Northfield (Vermont). Als im Jahr 1830 die Bank of Orleans in Irasburg (Vermont) gegründet wurde, gehörte er zu deren Kassierern. Ira H. Allen, der Sohn von Ira Allen, war einer der Präsidenten der Bank of Orleans.
Für das Orleans County war Henry M. Bates von 1839 bis 1850 als Chef der Verwaltung (County Clerk) tätig. Als Mitglied der Republikanischen Partei wurde er im Jahr 1846 Abgeordneter im Repräsentantenhaus von Vermont. Im Jahr 1851 war er für das Orleans County Senator im Senat von Vermont und in den Jahren 1854 bis 1860 State Treasurer von Vermont.
Henry M. Bates heiratete am 17. September 1832 in Middleborough (Massachusetts) Nancy Farrar Chapman (1815–1849). Sie hatten einen Sohn und zwei Töchter.